# Плазмена стерилизация
Плазмената стерилизация представлява метод на пълно унищожаване на микроорганизмите и техните спори, посредством използване на ниска температура на водороден прекис (H2O2) в условия на вакуум, без наличие на токсични остатъци. Използва се за нуждите на медицината.
Най-общо медицинските инструменти се делят на две групи – термолабилни и термоустойчиви. Тези от първата група не могат да бъдат стерилизирани със суха или влажна топлина (традиционни стерилизационни методи), защото това ги поврежда необратимо, а такива обикновено са скъпоструващите инструменти за „безкръвни“ операции. Именно плазмените стерилизационни системи осигуряват стерилизация на термостабилни, термочувствителни и влагочувствителни инструменти и медицински консумативи. Те имат способността за стерилизация на широк набор от инструменти, включително и всякакви гъвкави ендоскопи и полу-твърди такива.

## Революционна технология
Плазмената стерилизация представлява пробив в стерилизационите технологии. Ограниченията на традиционни стерилизационни методи, включително и тези с етиленов окисен газ (EO) и автоклавиране подтиква учените да разработят алтернативни стерилизационни технологии в началото на 80-те години на 20 век. Резултатът е уникален метод, основан на патентован процес на изпълнение с ниска температура на водород прекисен газ-плазма. Тази революционна технология формира основата за нови стерилизационни системи. С тази технология се стерилизират средства и медицински изделия, безопасно и ефективно, без ограничения и рискове.

## Етапи
В плазмената технология се включват 5 етапа:
1. Вакуумна фаза. От камерата се евакуира въздуха, намалява се вътрешното налягане и започва процес на подготовка за следващите етапи.
2. Инжекционна фаза. Измереното количество течен прекис се инжектира в камерата, вапорира се воден разтвор на водороден прекис и се диспергира и също се инжектира в камерата, където убива бактериите всякъде, докъдето достига.
3. Разпространителна фаза. Водород прекисната пара пропива камерата, излагайки всички повърхности на стерилизация и бързо стерилизирайки устройствата и материали, без токсични остатъци. При завършване на този етап, камерното налягане се понижава и плазменото излъчване започва.
4. Плазмена фаза. Създава се електромагнитното поле, чрез което водород прекисната пара прониква с висока способност, произвеждаща ниско-температурен плазмен облак, който съдържа ултравиолетова светлина и свободни радикали. След реакцията, активираните компоненти губят високо-енергийните си нива и се редуцират до кислород и вода.

След този момент Фази 1, 2 и 3 се повтарят за допълнителна ефикасност. Това интегрирано дублиране на процесите осигурява оптимална стерилизация дори и на най-трудни за стерилизирация места.
1. Вентилационна фаза. Камерата се вентилирана с което се изравнява налягането, позволяващо да се отвори вратата. Не е необходимо аериране или охлаждане. Апаратурата и материалите са готови за незабавна употреба или могат да бъдат съхранени стерилни за по-нататъшна употреба.

## Предимства
Газ-плазмените стерилизационни системи представляват най-съвременният метод за стерилизация и понастоящем единствения съчетаващ в себе си изключителни положителни качества и почти никакви недостатъци. Безопасен е за пациентите, персонала и околната среда. Няма токсични остатъци или опасни емисии. Този тип стерилизационни системи предлагат най-продуктивно решение за ниско температурни стерилизационни нужди. Медицинските средства и изделия биват стерилизирани безопасно и високоефективно, без ограничения в материала от който са изработени. Липсват рисковете свързани с използването на параоцетна киселина, суха топлина, пара под налягане, етиленов оксид и формалдехидни пари (имат коказано канцерогенно действие). Като недостатък на плазмените стерилизационни системи се изтъкваше високата първоначална инвестиция, но днес можем да отбележим, че такъв тип системи много по-бързо възвръщат направените разходи и дори спестяват значителни средства на болниците. Средствата се налаляват чрез многократно понижаване на разходите за ремонт на инструментариум, както и за подмяна на повреден такъв. Нещо повече доста от производителите осигуряват по-дълъг гаранционен срок при стерилизация на произведените от тях инструменти посредством плазма. Опростената операция и готовите програми улесняват работата на персонала в стерилизационната.

## Безопасност
В новите си разработки производителите отделят все по-големи ресурси и отделят внимание на безопасността при използването. При тази стерилизация отпадните продукти са обикновена кислородна вода и пара, които се отвеждат от системата и се събират в контейнери по напълно безопасен начин. Липсата на токсични и канцерогенни емисии има важно значение за работата на персонала и за околната среда. По този повод може да се отбележи, че в много страни болниците заплащат многократно по-високи такси за околната среда и на персонала работещ в стерилизационната за използването на опасни и токсични методи.

## Видове стерилизатори
За нуждите на големите болнични звена, използващи централна стерилизационна производителите предлагат стерилизатори с вместимост на камерите 150 литра и работа с 55-минутна автоматична стерилизационна програма. При 200 литрова камера стерилизационната програма е 75 минути. Освен тях има и малки стерилизатори с обем на камерите между 17 и 30 литра. Те са изключително удобни за малки хирургични центрове, амбулатории, малки операционни звена. Монтират се в близост до съответното звено и така се спестяват излишни разходи по транспорт.
Режими на работа: Най-често използваните режими са следните:
- 28-минутен цикъл за общите хирургически инструменти;
- 38-минутен цикъл за едноканални гъвкави ендоскопи;
- 42-минутен цикъл за дву- и повече канални гъвкави ендоскопи.

## Контрол на процеса
Всички нови стерилизатори освен чрез биоиндикатори имат интегрирана система за контрол на процеса чрез регистриране на хартиен носител на всички работни етапи. Така всички критични точки в процеса се проследяват и документират.